# Камео
Ка́мео (англ. cameo — мініатюрний, епізодичний, від фр. camée) — у широкому розумінні поява у фільмі якоїсь знаменитості, спеціально запрошеної продюсером або режисером. Обов'язкова умова — знаменитість з'являється на екрані дуже ненадовго, іноді навіть як статист; часто (хоча й не завжди) її присутність взагалі не зазначена в головних титрах. Камео можуть використовуватися як суто допоміжний елемент, але й можуть нести велике смислове навантаження, бути концептуальним елементом авторського задуму. 
Головна відмінність камео від звичайної епізодичної ролі в тому, що найважливішим елементом камео є не персонаж, а виконавець — звідси й мінімальний обсяг екранного часу, достатній для ідентифікації, але не для повноцінного розгортання характеру. Звичайно, правила гри постійно змінюються, але суть завжди залишається незмінною: річ у самому суб'єкті камео, а не в ролі, що її він грає. Адже камео, по суті, являє собою унікальну за місткістю цитату, що надає можливість закласти максимум інформації в мінімум часу. Просто з'явившись на екрані у потрібний момент, та чи інша персона автоматично стає цитатою або атракціоном (якщо розуміти під ним будь-який активний елемент видовища), і пов'язане з нею коло асоціацій одразу починає взаємодіяти з сюжетом фільму. 
Іноді на камео запрошують не знаменитих, але пам'ятних якоюсь однією роллю хара́ктерних акторів. Причому, камео — це дуже часто комедійна роль. Скажімо, невелика, але карикатурно-яскрава роль нервового поліцейського лейтенанта, що постійно кричить, у фільмі «48 годин» стала візитівкою Френка Макрея; завдяки їй він отримав камео в «Зарядженій зброї» та «Останньому герою бойовика», а зреалізований ним образ давно вже став штампом жанру. Дуже сильного ефекту можна досягти, коли зоряне ім'я «резонує» із відомою роллю: найкумедніший епізод «Зарядженої зброї» — це Брюс Вілліс, що знов постає в образі «міцного горішка» Джона Маклейна. Випадки, коли закріплений за актором екранний імідж стає приводом не для висміювання, а для серйозного камео, нечасті, але траплялися: наприклад, Шо Косуґі було запрошено для участи в кульмінаційній сцені «Сліпої люті» явно через популярність його стрічок про ніндзя. В українському кіно прикладів таких камео майже не знаходимо.
Крім того, існує ще один особливий вид камео, його вигадав і використав у фільмі «Форрест Гамп» Роберт Земекіс і його можна назвати «камео навпаки». У фільмі Форрест Гамп зустрічається з трьома президентами США — Джоном Кеннеді, Ліндоном Джонсоном та Річардом Ніксоном, і всі три президенти справжні, героя Тома Генкса вмонтували у реальні кадри офіційної хроніки. 

## Камео режисерів

### Камео Альфреда Гічкока
Епізодичні ролі Альфреда Гічкока стали частиною фірмового стилю режисера. Вперше Гічкок з'явився у кадрі, коли йому потрібні були додаткові актори, і він вирішив спробувати себе. Отже, режисер:
- Читаючи газету, іде назустріч Джоелю МакКреа, коли той на початку картини лишає готель («Іноземний кореспондент»)
- Кидає листа до поштової скриньки на вулиці («Підозра»)
- Пасажир, який грає в карти у потязі («Тінь сумніву»)
- Випиває келих шампанського на прийомі («Сумнозвісні»)
- З'являється двічі — спочатку на міській площі під час параду у синьому пальто і коричневому капелюсі і на сходах резиденції губернатора («Під знаком Козерога»)
- Йде вулицею і обертається, щоб подивитися на Джейн Уаймен («Страх сцени»)
- Намагається з величезним контрабасом сісти у потяг («Незнайомці у потязі»)
- На фото із зустрічі випускників («У випадку вбивства набирайте М»)
- Заводить годинник у квартирі музиканта («Вікно у двір»)
- Сидить поряд із Кері Грантом у автобусі («Спіймати злодія»)
- Йде повз лімузин, якого припарковано поряд із виставкою картин («Неприємності з Гарі»)
- Один з глядачів акробатичної вистави на ринку у Марракеші («Людина, яка все знала»)
- Переходить через вулицю («Запаморочення»)
- Намагається сісти в автобус («З півночі на північний захід»)
- Стоїть біля офісу Джанет Лі («Психо»)
- Виходить з зоомагазину з двома собачками («Птахи»)
- Виходить з номера у готелі («Марні»)
- Сидить у холі з дитиною на колінах («Розірвана завіса»)
- У будівлі аеропорту його затискають у інвалідне крісло, він підіймається, вітається з якимось чоловіком і йде («Топаз»)
- Стоїть посеред натовпу слухачів, єдиний, хто не аплодує промовцю («Несамовитість»)
- Його силует видно через бюро реєстрації народжень на смертей («Сімейна змова»)

### КамеоЕльдара Рязанова
- У ролі попутника Лукашина у літаку Москва — Ленінград («Іронія долі, або З легкою парою!»)
- У ролі того ж попутника у літаку («Іронія долі. Продовження»)
- У ролі чергового станції («Вокзал для двох»)
- У ролі лікаря, який відколював замерзлого в ілюмінаторі мафіозо («Неймовірні пригоди італійців у Росії»)
- У ролі учасника зборів гаражного кооперативу, який спав протягом зборів і прокидається лише наприкінці, для того щоб витягнути свій «щасливий» білет («Гараж»)
- У ролі кондитера, який продавав торт графу Мерзляєву («Про бідного гусара замовте слово»)
- У ролі астронома («Забута мелодія для флейти»)
- У ролі сусіда Олени Сергіївни («Дорога Олена Сергіївна»)
- У ролі чоловіка у кафе («Небеса обітовані»)
- У ролі директора книжкового магазину («Привіт, дурні!»)
- У ролі судді («Старі клячі»)
- У ролі лікаря-рентгенолога («Тихі омути»)
- У ролі хазяїна трунарної майстерні («Андерсен. Життя без любові»)

### КамеоПітера Джексона
- У ролі бовдура-асистента («Жива мертвечина», 1991)
- У ролі безхатька («Небесні створіння», 1994)
- У ролі байкера («Страшили», 1996)
- У ролі бородача з морквиною біля трактиру «Гарцюючий поні» («Володар перснів: Братерство персня», 2001)
- У ролі одного із захисників Хельмової Паді, що метає списа в урук-хая («Володар перснів: Дві вежі», 2002)
- У ролі капітана корабля умбарських піратів («Володар перснів: Повернення короля», 2003)
- У сцені у лігві Шелоб, де в кадрі з'являється рука Сема (насправді це рука Джексона) («Володар перснів: Повернення короля», 2003)
- У ролі пілота одного з біпланів, що намагаються збити Конга з даху Емпайр Стейт Білдінг («Кінг-Конг», 2005)
- У ролі фотографа в магазині («Милі кістки», 2009)
- У ролі гнома, що тікає з Еребора під час нападу дракона. («Гобіт: Несподівана подорож», 2012)
- У ролі бородача з морквиною, сцена у Брі («Гобіт: Пустка Смоґа», 2013)

### Інші
- Георгій Данелія у ролі Арбадокса, вченого-ботаніка з планети Альфа, який перетворював жителів галактики Кін-Дза-Дза на какатуси («Кін-Дза-Дза»)
- Георгій Данелія у ролі грузинського льотчика, у якого Міміно намагається просити грошей («Міміно»)
- Георгій Данелія у ролі араба («Паспорт»)
- Георгій Данелія у ролі засудженого у камері («Фортуна»)
- Емір Кустуриця у ролі генерала («Ягода у супермаркеті»)
- Емір Кустуриця у ролі чоловіка у барі («Аризонська мрія»). В той час коли Пол умовляє Акселя поїхати з ним до Лео, бармен кидає щось Кустуриці, а той ловить це ротом.
- Емір Кустуриця у ролі продавця зброї («Андеграунд»)
- Мел Брукс у ролі ребе («Робін Гуд, чоловіки в трико»)
- Мел Брукс у ролі губернатора і вождя («Сяючі сідла»).

- Гарольд Реміс у ролі лікаря («День Сурка»)

- Олівер Стоун у ролі коментатора на матчі («Кожна неділя»)

- Квентін Тарантіно — у «Кримінальному чтиві» герой дивиться по телевізору новини, які переривають терміновим повідомленням про розшук особливо небезпечного злочинця, маніяка та ґвалтівника, на фото зображено Квентіна Тарантино. Крім того, у цьому ж фільмі він з'являється у невеликому епізоді.

- Квентін Тарантіно у ролі чоловіка, який розповідає анекдот у барі («Відчайдушний»)

- Джеймс Камерон в «Титаніку» стояв за Фабріціо на палубі під час затоплення корабля.

- Володимир Меньшов у ролі одного з друзів Гоші на пікніку («Москва сльозам не вірить»).
- Володимир Меньшов у ролі сільського хлопця («Кохання і голуби»)

- Альберто Сорді у своєму фільмі «Таксист у Нью-Йорку», там же з'являється Федеріко Феліні.

- Ролан Биков у ролі диригента («Опудало»)

- Микита Михалков у ролі офіціанта («Раба кохання», «Рідня»), у ролі самого себе («Польоти уві сні та наяву»).

- Леонід Гайдай у ролі божевільного гравця казино («На Дерибасивській чудова погода, на Брайтон-Біч знову дощ»)

- Найт Ш'ямалан у ролі чоловіка, який читав газету і давав поради хлопцю, що шукав ліки для дівчини («Таємничий ліс»)

- Вес Крейвен у своїй трилогії «Крик» з'являється в усіх трьох фільмах у ролях шкільного прибиральника, туриста і лікаря.

- Ларс фон Трієр у своїх фільмах «Європа» та «Елемент злочину», а його родина — у стрічці «Та, що танцює у темряві»

- Даррен Аронофскі у ролі гостя на вечірці у своєму фільмі «Реквієм за мрією»

### Камео в українському кіно
- Антоніо Лукіч у своєму дебютному повнометражному фільмі «Мої думки тихі»

## Камео відомих особистостей
- Остання роль Одрі Хепберн в кіно, камео поява у ролі янгола в фільмі Стівена Спілберга «Завжди»

- Бред Пітт і Метт Деймон у ролях учасників шоу «Кохання з першого погляду» («Зізнання небезпечної людини»)

- Інокентій Смоктуновський та Григорій Юматов у ролі самих себе («Москва сльозам не вірить»)

- Ларрі Класктон Флінт у ролі судді одного з перших процесів проти Ларрі Флінта («Народ проти Ларрі Флінта»)

- Гантер Томпсон, автор «Страху і ненависті у Лас-Вегасі» у однойменному фільмі, знятого Террі Гілліамом грає самого себе, більш того епізод зроблено так, що Депп, який грав Томпсона у фільмі, побачивши його за столиком у клубі говорить «А ось і я».

- Джордж Шапіро у ролі власника невеличкого бару. На початку фільму він виганяє коміка-початківця Енді Кауфмана із свого закладу («Людина на Місяці»)

- Леннокс Льюїс та Володимир Кличко у ролях боксерів («Одинадцять друзів Оушена»)

- Юрій Тютюнник у ролі самого себе («П. К. П.»)

- В'ячеслав Бутусов у ролі самого себе («Брат»)

- Едіта П'єха у ролі самої себе («Невиправний брехун»)

- Джеймс Белуші у ролі самого себе («Хвіст махає собакою»)

- Курт Воннегут у ролі себе («Знову до школи»)

- Нік Кейв у ролі себе («Небо над Берліном»)

- Пітер Фальк знявся у ролі Пітера Фалька, який знімається у ролі лейтенанта Коломбо («Небо над Берліном»)

- Борис Гребенщиков грає на гітарі і співає, фактично граючи самого себе у фільмах Сергія Соловйова («Чорна троянда — емблема печалі, червона троянда — емблема кохання», «Ніжний вік»)

- Юліан Семенов у ролі члена наукової комісії («Соляріс» Андрія Тарковського)

- Белла Ахмадуліна у ролі журналістки («Живе такий хлопець»)

- Браян Адамс у ролі себе («Дім дурнів»)

- Террі Пратчет грає ролі в екранізаціях декількох власних книг з серії про Плаский світ (астрозоолог в Колір магії, продавець іграшок у Санта-Хрякус, поштар у Поштування)

- Моніка Белуччі в ролі самої себе в серіалі «Твін Пікс: Повернення»

- Дональд Трамп у ролі самого себе («Сам удома 2: Загублений у Нью-Йорку»).

- Верка Сердючка у ролі самої себе («Шпигунка», «Секс і нічого особистого»).

- Сергій Жадан у ролі озброєного автоматом учасника банди, що стоїть на охороні («Дике поле», знятий на основі його роману «Ворошиловград»).

## Фільми, у яких ролі самих себе виконує велика кількість відомих особистостей
- «Актори», у фільмі самих себе виконують Жерар Депардьє, Мішель Пікколі, Ален Делон, Жан-Поль Бельмондо та багато інших, включаючи самого режиссера Бертрана Бліє.

- «Прет-а-Порте», у фільмі окрім Марчелло Мастроянні, Софі Лорен, Кім Бесінгер, Анук Еме, Тіма Роббінса у епізодах з'являються відомі особистості світу моди у ролях самих себе.